# U 431 (Kriegsmarine)
De U 431 was een Duitse Type VII U-boot van de Kriegsmarine in de Tweede Wereldoorlog. De tewaterlating gebeurde op 5 april 1941. De U 431 bracht negen schepen tot zinken waaronder op 13 november 1942 de Nederlandse torpedobootjager Hr. Ms. Isaac Sweers. Daarbij kwamen 108 van de 194 opvarenden van de torpedobootjager om. Op 31 oktober 1943 werd de U 431 in de Middellandse Zee, niet ver van de kust van Algerije door vanuit een vliegtuig afgeworpen dieptebommen tot zinken gebracht. Er waren geen overlevenden.